# 马坦公园

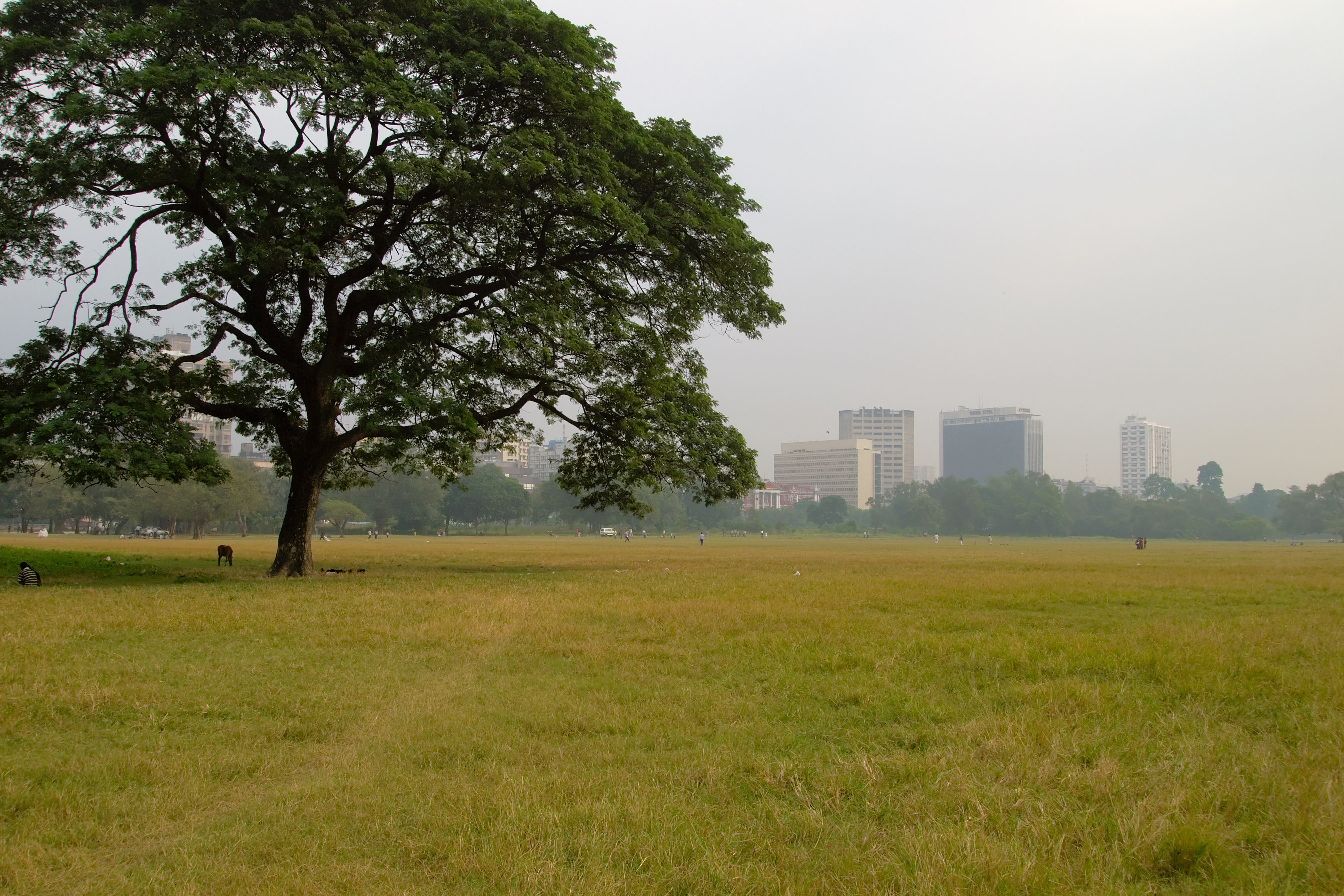
马坦公园

马坦公园（Maidan）是加尔各答最大的城市公园。这里有许多露天运动场，如著名的板球场地伊甸园，世界最古老的赛马俱乐部之一 - 皇家加尔各答赛马俱乐部，世界现存最古老的马球俱乐部 - 加尔各答马球俱乐部，还曾经拥有英国以外最古老的高尔夫球俱乐部 - 皇家加尔各答高尔夫球俱乐部，还有著名的维多利亚纪念堂。这里被称为“加尔各答的肺脏”，但也面临日益增加的威胁：被道路分割、和受到污染。